# Campionati del mondo di ciclocross 2001
I Campionati del mondo di ciclocross 2001 (en.: 2001 UCI Cyclo-cross World Championships) si svolsero a Tábor, in Repubblica Ceca, il 3 e il 4 febbraio.

## Eventi
Sabato 3 febbraio
- Uomini Junior
- Uomini Under-23

Domenica 4 febbraio
- Donne
- Uomini Elite

## Medagliere
| Pos.   | Nazione     | Oro | Argento | Bronzo | Totale |
| ------ | ----------- | --- | ------- | ------ | ------ |
| 1      | Belgio      | 2   | 0       | 1      | 3      |
| 2      | Rep. Ceca   | 1   | 3       | 2      | 6      |
| 3      | Germania    | 1   | 0       | 0      | 1      |
| 4      | Paesi Bassi | 0   | 1       | 1      | 2      |
| Totale | Totale      | 4   | 4       | 4      | 12     |

## Podi
| Eventi            | Oro                        | Tempo    | Argento                    | Tempo | Bronzo                           | Tempo |
| Gare maschili     |                            |          |                            |       |                                  |       |
| Elite dettagli    | Erwin Vervecken Belgio     | 1h01'54" | Petr Dlask Rep. Ceca       | a 1"  | Mario De Clercq Belgio           | a 14" |
| Under-23 dettagli | Sven Vanthourenhout Belgio | 51'55"   | Tomas Trunschka Rep. Ceca  | a 16" | David Kasek Rep. Ceca            | a 36" |
| Junior dettagli   | Martin Bina Rep. Ceca      | 38'54"   | Radomír Šimůnek Rep. Ceca  | a 19" | Jan Kunta Rep. Ceca              | s.t.  |
| Gara femminile    |                            |          |                            |       |                                  |       |
| Elite dettagli    | Hanka Kupfernagel Germania | 28'29"   | Corine Dorland Paesi Bassi | a 35" | Daphny van den Brand Paesi Bassi | a 41" |